# Platypalpus kandybinae
Platypalpus kandybinae är en tvåvingeart som beskrevs av Igor Shamshev och Patrick Grootaert 2003. Platypalpus kandybinae ingår i släktet Platypalpus och familjen puckeldansflugor. Inga underarter finns listade i Catalogue of Life.